# Mads Mensah Larsen
Mads Mensah Larsen (* 12. August 1991 in Holbæk) ist ein dänischer Handballspieler.

## Karriere

### Verein
Mads Mensah Larsen begann das Handballspielen bei Holbæk Håndbold und wechselte im Alter von 14 Jahren zu Himmerlev. Über die Station FIF kam Larsen zu AG Håndbold, mit deren Herrenmannschaft er in der zweithöchsten dänischen Spielklasse auflief. Als im Jahre 2010 die Vereine AG Håndbold und FCK Håndbold fusionierten und AG København entstand, wurde Larsen für eine Saison an Nordsjælland Håndbold ausgeliehen. Anschließend ging er für AG København auf Torejagd. Mit AG København gewann er in der Saison 2011/12 die dänische Meisterschaft und erreichte das Final Four der EHF Champions League. Nachdem AG København im Sommer 2012 Insolvenz angemeldet hatte, schloss er sich Aalborg Håndbold an. Mit Aalborg gewann er 2013 die dänische Meisterschaft. Insgesamt warf er in zwei Jahren 399 Tore in 89 Spielen für Aalborg.
Zur Saison 2014/15 folgte er seinem Trainer Nikolaj Bredahl Jacobsen und wechselte zum deutschen Bundesligisten Rhein-Neckar Löwen. Ab der Saison 2020/21 lief er für die SG Flensburg-Handewitt auf. 2024 und 2025 gewann er mit der SG die EHF European League.
Im Juli 2025 verließ er Flensburg ein Jahr vor Vertragsende. Er unterschrieb daraufhin einen Vierjahresvertrag bei Skjern Håndbold.

### Nationalmannschaft
Mensah Larsen spielte für die dänische Juniorennationalmannschaft, mit der er U20-Europameister wurde. Seit Juni 2011 gehört der Rückraumspieler dem Kader der dänischen A-Nationalmannschaft an, für die er bislang 213 Länderspiele bestritt.
Mit Dänemark nahm er an der Handball-Weltmeisterschaft der Männer 2013 teil, bei der die Nordeuropäer Vizeweltmeister wurden. Bei der Europameisterschaft 2014 im eigenen Land wurde er Vize-Europameister. Bei den Olympischen Spielen 2016 in Rio de Janeiro gewann er die Goldmedaille. Bei den Weltmeisterschaften 2019, 2021 und 2023 wurde er Weltmeister. Mit Dänemark gewann er bei den Olympischen Spielen in Tokio die Silbermedaille. Bei der Europameisterschaft 2022 gewann er mit Dänemark die Bronzemedaille. Beim Gewinn der Silbermedaille bei der Europameisterschaft 2024 kam er in acht Spielen zum Einsatz und warf vier Tore. Im Halbfinale gegen Deutschland bestritt er sein 200. Länderspiel. Bei der Weltmeisterschaft 2025 warf er zwei Tore in vier Partien und wurde mit dem Team erneut Weltmeister.

## Privates
Mads Mensah Larsen hat einen ghanaischen Vater und eine dänische Mutter.
Er studiert Kulturinformatik (Humanistic Informatics) an der Universität Aalborg.

## Saisonbilanzen
| Saison            | Verein                 | Spielklasse       | Spiele | Tore | 7-Meter | Feldtore |
| ----------------- | ---------------------- | ----------------- | ------ | ---- | ------- | -------- |
| 2010/11           | Nordsjælland Håndbold  | Håndboldligaen    | ?      | ?    | ?       | ?        |
| 2011/12           | AG København           | Håndboldligaen    | 26     | 74   | ?       | ?        |
| 2012/13           | Aalborg Håndbold       | Håndboldligaen    | 26     | 97   | ?       | ?        |
| 2013/14           | Aalborg Håndbold       | Håndboldligaen    | 24     | 113  | ?       | ?        |
| 2014/15           | Rhein-Neckar Löwen     | Bundesliga        | 34     | 74   | 0       | 74       |
| 2015/16           | Rhein-Neckar Löwen     | Bundesliga        | 32     | 96   | 1       | 95       |
| 2016/17           | Rhein-Neckar Löwen     | Bundesliga        | 33     | 54   | 0       | 54       |
| 2017/18           | Rhein-Neckar Löwen     | Bundesliga        | 34     | 106  | 0       | 106      |
| 2018/19           | Rhein-Neckar Löwen     | Bundesliga        | 33     | 80   | 0       | 80       |
| 2019/20           | Rhein-Neckar Löwen     | Bundesliga        | 26     | 64   | 4       | 60       |
| 2020/21           | SG Flensburg-Handewitt | Bundesliga        | 36     | 113  | 0       | 113      |
| 2021/22           | SG Flensburg-Handewitt | Bundesliga        | 34     | 106  | 0       | 106      |
| 2022/23           | SG Flensburg-Handewitt | Bundesliga        | 34     | 73   | 0       | 73       |
| 2023/24           | SG Flensburg-Handewitt | Bundesliga        | 34     | 59   | 1       | 58       |
| 2024/25           | SG Flensburg-Handewitt | Bundesliga        | 34     | 67   | 0       | 67       |
| Bundesliga gesamt | Bundesliga gesamt      | Bundesliga gesamt | 364    | 892  | 6       | 886      |

Quelle: Spielerprofil bei hbold.dk und der Handball-Bundesliga

## Erfolge
- Dänischer Meister 2012, 2013
- Deutscher Meister 2016, 2017
- DHB-Supercup 2016, 2017, 2018
- DHB-Pokal 2018
- EHF European League 2024 und 2025
- Olympiasieger 2016, Silber 2020
- Weltmeister 2019, 2021, 2023, 2025
- Silber bei der Europameisterschaft 2014
- Bronze bei der Europameisterschaft 2022